# Schela (okręg Gałacz)
Schela – wieś w Rumunii, w okręgu Gałacz, w gminie Schela. W 2011 roku liczyła 3023 mieszkańców.